# Federació d'Entitats Religioses Evangèliques d'Espanya
La Federació d'Entitats Religioses Evangèliques d'Espanya (FEREDE) és una organització religiosa protestant espanyola creada el novembre de 1986 a causa dels esforços fets per la Comissió de Defensa Evangèlica Espanyola. El seu objectiu és defensar el col·lectiu de religiosos d'aquesta religió. La federació la constitueixen la majoria de les esglésies protestants espanyoles.

## Història
El maig de 1956 es creà la Comissió de Defensa Evangèlica Espanyola per a defensar el col·lectiu evangèlic. Aquesta organització va desenvolupar una tasca que desembocà en la creació per part dels protestants espanyols de la FEREDE.